# Biantes
Biantes is een geslacht van hooiwagens uit de familie Biantidae.
De wetenschappelijke naam Biantes is voor het eerst geldig gepubliceerd door Simon in 1885. 

## Soorten
Biantes omvat de volgende 30 soorten:
- Biantes aelleni
- Biantes albimanum
- Biantes annapurnae
- Biantes atroluteus
- Biantes brevis
- Biantes carli
- Biantes conspersus
- Biantes dilatatus
- Biantes fuscipes
- Biantes gandaki
- Biantes gandakoides
- Biantes ganesh
- Biantes godavari
- Biantes gurung
- Biantes jirel
- Biantes kathmandicus
- Biantes lecithodes
- Biantes longimanus
- Biantes magar
- Biantes minimus
- Biantes newar
- Biantes parvulus
- Biantes pernepalicus
- Biantes quadrituberculatus
- Biantes rarensis
- Biantes sherpa
- Biantes simplex
- Biantes thakkhali
- Biantes thamang
- Biantes vitellinus